# 山田省三郎
山田 省三郎（やまだ しょうざぶろう、1843年1月5日（天保13年12月5日）- 1916年（大正5年）3月8日）は日本の政治家。

## 概要
衆議院議員。現在の東海地方を代表する木曽三川の水害対策（木曽三川分流工事）に翻弄し、生涯を治水に捧げた人物。

## 略歴
- 1842年（天保13年) - 美濃国稲葉郡佐波村（現岐阜市佐波）に生まれる。
- 1879年（明治12年） - 岐阜県会議員に当選。
- 1902年（明治35年） - 衆議院議員に当選。連続3期に渡って務める。
- 1916年（大正5年） - 75歳で病没。

## 銅像
1929年（昭和4年）、岐阜公園に像高2m余の台座付きの銅像が建立された。後に、太平洋戦争時の金属類回収令より撤去。
1957年（昭和32年）、岐阜市内の長良川金華橋近くの四ッ屋公園に顕彰記念碑が立てられ、現在も存在する。

## 関連する有志団体
- 輪中治水社
- 治水共同社